# Герб Сосницького району
Герб Сосни́цького райо́ну — символ самоврядування Сосницького району Чернігівської області, що затверджений п'ятою сесією Сосницької районної ради шостого скликання від 2 червня  2011 року.
Автор — А. Ґречило.

## Опис герба
Гербовий щит заокруглений. У зеленому полі на основі, перетятій хвилясто на золоту та синю частини, стоїть золотий ведмідь перед срібною сосною, навколо крони якої літають 19 золотих бджіл.
Великий герб Сосницького району: увінчаний золотою районною короною щит з гербом району охоплює вінок із зелених гілок сосни із золотими шишками, золотих пшеничних колосків та червоного кетяга калини, перевитий синьою перфорованою стрічкою з золотим написом «СОСНИЦЬКИЙ РАЙОН».

## Пояснення символіки
В основу герба району покладено елементи герба з печатки Сосницької сотні першої половини 18 століття та герба містечка Сосниця затвердженого в 1781 році. Сюжет доповнений синьою основою, яка уособлює річку Десна, та 19 бджолами, які символізують територіальні громади.	
Стилізована золота корона вказує на приналежність герба саме району (зубці корони вирішені у формі листків дерев) та є елементом єдиної геральдичної системи України. Перфорована синя стрічка, яка символізує кінострічку, вказує на те, що Сосниччина є Батьківщиною видатного кіномитця О. П. Довженка. Кетяг калини у вінку є традиційним символом України. Таким чином, великий герб району відображає природні особливості, історичну і сучасну символіку краю, вказує на його адміністративний статус. 

## Затвердження
|  | Про символіку району Відповідно до ст.22, п.14 ч.1 ст.43 Закону України «Про місцеве самоврядування в Україні», Указу Президента України від 18 травня 2000 року № 694/2000 «Про впорядкування геральдичної справи в Україні», «Методичних рекомендацій з питань геральдики і прапорництва областей, районів, районів у містах та територіальних громад міст, селищ і сіл (територіальні і муніципальні символи)», враховуючи висновок Українського Геральдичного Товариства від 09 квітня 2011 року №76, районна рада вирішила: 1.Затвердити ескізи герба та прапора Сосницького району (додаються). 2.Затвердити Положення про зміст, опис та порядок використання символіки Сосницького району (додається). 3. Виконавчому апарату районної ради забезпечити виготовлення оригіналів герба і прапора району та їх використання відповідно до Положення про зміст, опис та порядок використання символіки Сосницького району. 4. При уточненні районного бюджету на поточний рік передбачити видатки на виконання даного рішення. 5. Районній газеті «Вісті Сосниччини» опублікувати Положення про зміст, опис та порядок використання символіки Сосницького району та ескізи герба і прапора району. 6. Контроль за виконанням рішення покласти на постійну комісію районної ради з питань забезпечення законності та правопорядку, регламенту і депутатської етики. Голова районної ради О.А.Трамана |